# Parti socialiste ouvrier espagnol
Pour les autres articles nationaux ou selon les autres juridictions, voir Parti socialiste.
 (avril 2025).
Si vous disposez d'ouvrages ou d'articles de référence ou si vous connaissez des sites web de qualité traitant du thème abordé ici, merci de compléter l'article en donnant les références utiles à sa vérifiabilité et en les liant à la section « Notes et références ».
Le Parti socialiste ouvrier espagnol (en espagnol : Partido Socialista Obrero Español), PSOE, est un parti politique espagnol de centre gauche social-démocrate.
Fondé en 1879, il accède au pouvoir en 1936 et le perd trois ans plus tard, avec la fin de guerre civile qui donne le pouvoir aux franquistes. Il est rendu illégal tout au long de la dictature de Francisco Franco. Après le retour de la démocratie en 1977, il forme initialement le principal parti d'opposition à l'Union du centre démocratique (UCD).
Il retrouve la direction du gouvernement en 1982, sous la houlette de son secrétaire général Felipe González. Il mène notamment à bien l'adhésion à la Communauté économique européenne. En 1996, après 13 ans et trois mois au pouvoir dont deux ans et demi en minorité, le PSOE bascule dans l'opposition au Parti populaire (PP) de José María Aznar. Il y reste huit ans. Après avoir réalisé aux élections de 2000 son plus mauvais résultat en 23 ans, le Parti socialiste change de génération dirigeante et désigne José Luis Rodríguez Zapatero comme secrétaire général.
Revenus à la tête de l'Espagne à la suite des élections de 2004, les socialistes s'y maintiennent pendant sept ans et demi. Ce nouveau passage au pouvoir est marqué par l'adoption du mariage homosexuel, le retrait des troupes d'Irak, ainsi que la crise économique et la mise en œuvre de politiques d'austérité. Le PSOE retourne dans l'opposition entre 2011 et 2018, subissant une grave crise de direction en 2016 quand le secrétaire général Pedro Sánchez démissionne après que les principaux dirigeants territoriaux ont imposé leur ligne stratégique visant à favoriser le maintien au pouvoir du président du PP, Mariano Rajoy.
Sánchez, réélu à son poste en 2017, ramène son parti au pouvoir en 2018 après avoir fait adopter une motion de censure contre Rajoy. Il remporte les élections anticipées de 2019, puis la répétition électorale de 2020. À cette occasion, il forme un gouvernement de coalition avec Unidas Podemos, qui constitue le premier exécutif partagé depuis 1939.

## Histoire

### Fondation

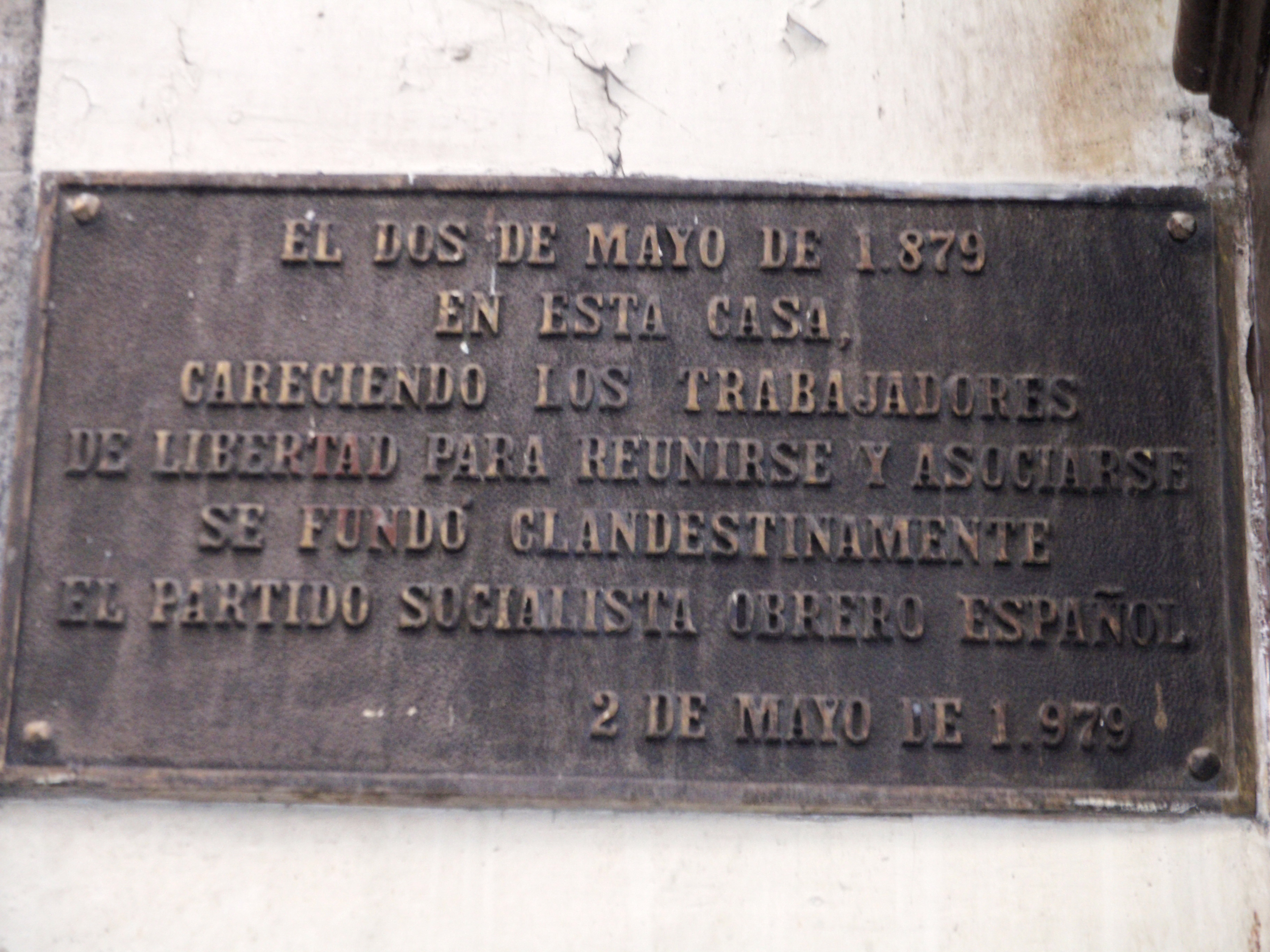
Plaque commémorative des 100 ans de la fondation du PSOE, apposée sur le mur du restaurant es.

Il est fondé clandestinement au restaurant Casa Labra de Madrid, le 2 mai 1879, autour d'un noyau d'intellectuels et d'ouvriers, professionnellement typographes, menés par le Galicien Pablo Iglesias. Le premier programme du nouveau parti est approuvé le 20 juillet suivant par une assemblée de 40 personnes.
Le PSOE est ainsi l'un des premiers partis socialistes à faire son apparition en Europe, comme expression des intérêts de la classe ouvrière, engendrée par la révolution industrielle. Depuis, le parti socialiste a orienté son travail vers l'aboutissement de l'émancipation socialiste, opérant en fonction des périodes historiques des évolutions stratégiques.
Il est présent dans la vie publique espagnole depuis la fin du XIXe siècle, avec une participation directe aux gouvernements progressistes de la Seconde République.

### Période républicaine et Front populaire
Sous la direction de Francisco Largo Caballero (1869/1946), le PSOE connaît une dérive bolchevique pour n'envisager, à terme, que la dictature du prolétariat pour améliorer le sort des classes populaires. Aussi, surpris par la victoire de la droite aux élections de novembre 1933, parce que les femmes votaient pour la première fois, Caballero s'oppose, sous peine d'insurrection, à la nomination de son chef José Maria Gil-Robles à la Présidence du Conseil. Il déclare à cette occasion : « nous devons en venir à une guerre civile ouverte ». Une insurrection est alors lancée dans le Pays basque, qui est écrasée par le général Franco, sous les ordres du gouvernement républicain (1934) ; après les élections de février 1936, qui amènent une courte majorité de gauche aux Cortès, la violence se déchaîne : pillage de couvents et d'églises, assassinats d'opposants, occupations des terres. Cette  violence bénéficie d'une impunité totale de la part du gouvernement. L'assassinat du député monarchiste Calvo Sotelo par le garde du corps du ministre socialiste Indalecio Prieto déclenche le coup d'état du 18 juillet 1936 par Franco.
Durant la Guerre Civile, Caballero devient Président du Conseil (1936/37), mais le PSOE, bien que majoritaire aux Cortes (98 députés contre 16 PCE) perd de son influence au profit du Parti communiste d'Espagne ; en 1937, Juan Negrín, proche des communistes, le remplace.
Après la guerre d'Espagne, il est interdit durant toute la période du régime franquiste tandis que ses militants et sympathisants sont victimes de persécutions. Il se réfugie d'abord au Mexique, puis en France, jusqu'à sa légalisation par le gouvernement d'Adolfo Suárez en 1976 et il participe aux élections de 1977.

### Sous Felipe González

#### Transition démocratique

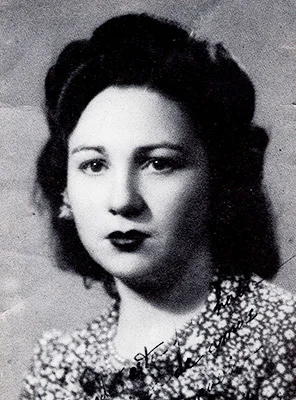
L'infirmière centenaire Ángeles Flórez Peón (1918-2024), membre du PSOE, dernière soldate survivante de la guerre d'Espagne.

En 1974 à Suresnes, Felipe González est porté au poste de secrétaire général du PSOE. Il entreprend alors de réorienter le parti par l'abandon du marxisme au profit de la social-démocratie. Il y parviendra au congrès extraordinaire de septembre 1979, non sans avoir démissionné après été mis en minorité sur ce sujet quelques mois plus tôt. Entre 1977 et 1982, il constitue l'un des deux grands partis de la transition démocratique d'abord aux côtés de l'Union du centre démocratique (UCD), puis dans l'opposition. Ainsi González tente de renverser Adolfo Suárez par une motion de censure en mai 1980.

#### Retour au pouvoir

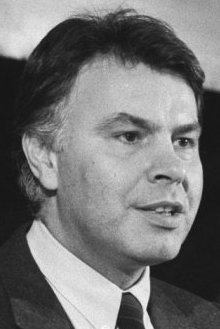
Felipe González, en 1986.

Lors des élections générales du 28 octobre 1982, le parti socialiste, emmené par un binôme entre González et son adjoint Alfonso Guerra, remporte 48 % des voix et 202 députés sur 350 au Congrès des députés. Ces deux scores sont les meilleurs jamais remportés depuis la chute du franquisme. À partir de 1983, à l'image des socialistes français, le PSOE prend le « tournant de la rigueur » et organise une douloureuse reconversion de l'industrie espagnole tout en essayant de juguler l'inflation. Cette politique de libéralisme pragmatique conduit à une grève générale en 1989.
Conservant sa majorité absolue au cours des élections générales anticipées du 22 juin 1986, il la perd à l'occasion des élections générales anticipées du 29 octobre 1989 avec exactement la moitié des sièges à pourvoir. Par la suite, les socialistes sont durement frappés par la crise économique du début des années 1990, tandis que se multiplient les affaires de corruption et la mise en cause de hauts responsables du parti dans la gestion et le financement du terrorisme d'État des Groupes antiterroristes de libération. Ainsi le président du gouvernement doit-il se séparer en janvier 1991 de son vice-président Alfonso Guerra, compromis dans une affaire familiale de détournements de fonds.
Alors qu'il est attendu que le Parti populaire (PP) de José María Aznar s'impose lors des élections générales anticipées du 6 juin 1993, le PSOE en sort vainqueur avec une majorité relative de 159 députés. Il doit alors composer avec les nationalistes catalans de Convergence et Union (CiU) et basques du Parti nationaliste basque (EAJ/PNV).
Ces treize années et demi de pouvoir du PSOE sont marquées par le développement de l'État-providence, la réforme de l'armée dans un sens professionnel et apolitique, l'adhésion de l'Espagne à la Communauté économique européenne, une forte croissance économique (du moins dans les années 1980) et une entrée massive de capitaux étrangers attirés par les taux d'intérêt élevés.

#### Déroute de 1995 puis défaite de 1996
Les élections municipales et autonomiques du 28 mai 1995 constituent la première grande déroute des socialistes espagnols, déjà devancés par le PP aux élections européennes de l'année précédente. Il perd ainsi le pouvoir dans ses fiefs des Asturies et de la Région de Murcie, ainsi que dans les régions très peuplées de la Communauté de Madrid et la Communauté valencienne. Il perd le pouvoir dans La Rioja et la majorité absolue en Estrémadure. Il est également battu dans des villes telles que Saragosse, Valladolid, Vigo, Alicante ou Las Palmas de Grande Canarie.
Malgré toutes ces difficultés, Felipe González garde un grand crédit au sein de l'électorat socialiste. Après que son vice-président du gouvernement Narcís Serra a dû se démettre, il postule pour un nouveau mandat lors des élections générales anticipées du 3 mars 1996. Il est alors défait par Aznar mais de seulement 300 000 voix et 15 sièges, une marge très faible compte tenu de l'usure du pouvoir et des scandales.

### Sous Joaquín Almunia

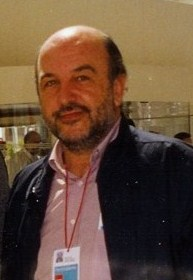
Joaquín Almunia.

Malgré cet échec, le congrès du PSOE n'est pas anticipé et se tient en juin 1997. À l'ouverture, Felipe González fait savoir qu'il renonce à conserver le secrétariat général. Le porte-parole parlementaire et ancien ministre Joaquín Almunia, est désigné par l'appareil pour prendre sa succession.
Le 24 avril 1998, une primaire interne est organisée pour désigner le candidat du PSOE à la présidence du gouvernement pour les prochaines élections générales. À la surprise générale, Almunia est défait par Josep Borrell, ancien ministre. Faute d'appuis internes suffisants et alors que deux de ses anciens collaborateurs sont mis en cause pour fraude fiscale, Borrell renonce au profit d'Almunia en 1999. Lors des régionales du 7 juin 1999 de cette année, le parti conserve la Castille-La Manche et l'Estrémadure, s'impose dans l'Aragon et les Asturies et conquiert, à la suite de la formation d'une coalition avec les nationalistes de gauche, les îles Baléares.
Les élections générales du 12 mars 2000 sont au contraire une catastrophe pour les socialistes, qui obtiennent leur plus mauvais résultat depuis le retour de la démocratie. Almunia démissionne et Manuel Chaves, président de la Junte d'Andalousie, le remplace à titre provisoire afin de gérer le parti jusqu'au congrès fédéral anticipé.

### Sous José Luis Rodríguez Zapatero

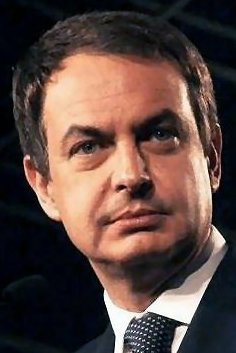
José Luis Rodríguez Zapatero, second socialiste président du gouvernement post-franquiste.

#### Reconquête du pouvoir
En juillet 2000, à l'occasion du XXXVe congrès fédéral, le député de León José Luis Rodríguez Zapatero — perçu comme un rénovateur — est élu secrétaire général avec seulement neuf voix d'avance sur José Bono, candidat de l'appareil et président de la Junte des communautés de Castille-La Manche.
Le 25 mai 2003, le PSOE remporte les élections autonomiques et municipales, conservant l'Aragon, les Asturies, la Castille-La Manche et l'Estrémadure tandis qu'il perd les îles Baléares (où il progresse tout de même) et entre dans la coalition gouvernementale en Cantabrie. Le 16 novembre suivant, les partis de gauche remportent les élections au Parlement de Catalogne et Pasqual Maragall, du Parti des socialistes de Catalogne, est investi président de la généralité de Catalogne.
Lors des élections générales du 14 mars 2004, le PSOE s'impose avec 164 députés sur 350. José Luis Rodríguez Zapatero devient donc le nouveau président du gouvernement et forme le premier gouvernement paritaire de l'histoire espagnole. Au cours de son mandat, la forte croissance économique et la décrue du chômage se poursuivent, tandis que le pays dégage d'importants excédents budgétaires. Le gouvernement légalise le mariage entre personnes de même sexe, ordonne le retrait des troupes espagnoles d'Irak, engage une lutte contre les violences conjugales et pour l'égalité et réforme les statuts d'autonomie régionale. Le 16 juin 2005, la gauche gagne les élections en Galice et le chef de file des socialistes galiciens Emilio Pérez Touriño est investi président de la Junte de Galice.
En 2006 ont lieu des négociations avec l'organisation terroriste ETA, qui décrète un cessez-le-feu puis fait exploser une bombe à l'aéroport de Madrid-Barajas, tuant deux personnes. Les discussions sont interrompues et la répression du terrorisme basque s'intensifie.
Aux élections générales du 9 mars 2008, les socialistes obtiennent 169 députés. En obtenant 11 289 335 voix, le PSOE recueille le plus grand nombre de suffrages favorables pour un parti lors d'élections générales depuis la fin du franquisme, mais convainc une proportion d'inscrits plus faible que Felipe González en 1982, vainqueur avec 1 161 943 bulletins de moins.
Zapatero, qui décide de ne pas négocier son investiture avec les autres groupes, obtient la confiance du Congrès à la majorité relative le 11 avril. Il forme un gouvernement de 17 ministres, dont neuf femmes. Au cours de ce second mandat, il doit gérer les conséquences de la crise financière qui frappe très durement l'Espagne, où la croissance reposait sur l'immobilier et le crédit.

#### Crise économique et déclin électoral
Le 1er mars 2009, le PSOE perd les élections autonomiques en Galice face au parti populaire d'Alberto Núñez Feijóo et arrive en deuxième position lors de celles organisées simultanément au Pays basque, où il forme une coalition avec le même parti populaire pour évincer le Parti nationaliste basque au pouvoir depuis 1979. Le 7 mai, le socialiste Patxi López devient ainsi le premier président du gouvernement basque non nationaliste de la communauté autonome. Peu après, la liste du PSOE conduite par l'ancien ministre de la Justice Juan Fernando López Aguilar arrive deuxième avec plus de 38 % des suffrages lors des élections européennes du 7 juin 2009, à plus de trois points de celle du Parti populaire menée par Jaime Mayor Oreja.

### Sous Alfredo Pérez Rubalcaba

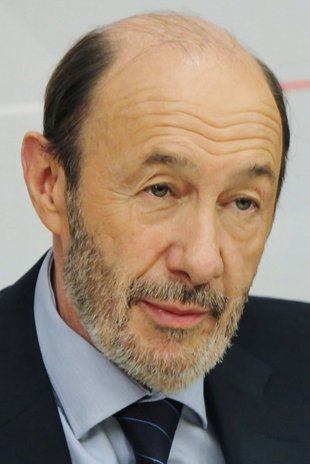
Alfredo Pérez Rubalcaba.

En avril 2011, Zapatero indique qu'il ne cherchera pas à obtenir un troisième mandat. Aux élections locales du 22 mai 2011, le parti subit une déroute sans précédent, supérieure à celle de 1995. Il perd toutes les communautés autonomes soumises au vote qu'il dirigeait, y compris ses bastions de Castille-La Manche et d'Estrémadure, ainsi que des villes symboliques comme Séville ou Barcelone.
Le comité fédéral investit le 9 juillet le ministre de l'Intérieur et numéro deux du gouvernement, Alfredo Pérez Rubalcaba, comme chef de file aux prochaines législatives. Celui-ci quitte alors le gouvernement. Lors des élections générales anticipées du 20 novembre, le PSOE ne remporte que 28,7 % des voix et 110 députés, son plus mauvais score depuis la restauration de la démocratie. Zapatero annonce alors la convocation du congrès fédéral pour les 3, 4 et 5 février 2012, soit cinq mois avant le terme du délai statutaire. Rubalcaba y est élu secrétaire général par 487 voix, contre 465 à l'ancienne ministre de la Défense Carme Chacón lors du vote du 4 février.
À l'occasion des élections européennes du 25 mai 2014, le PSOE s'effondre à seulement 23 % des suffrages, ce qui lui donne 14 députés européens sur 52. Le lendemain, Alfredo Pérez Rubalcaba annonce la tenue d'un congrès extraordinaire les 19 et 20 juillet suivants, affirmant qu'il ne sera pas candidat à sa succession. Tandis que Chacón réclame la convocation immédiate des primaires citoyennes pour la désignation du chef de file aux élections législatives, le secrétaire général du groupe parlementaire Eduardo Madina demande que le nouveau secrétaire général du parti soit élu par l'ensemble des militants.

### Sous Pedro Sánchez

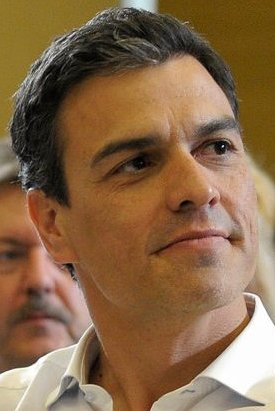
Pedro Sánchez, premier secrétaire général élu par les militants.

#### Primaires et échecs électoraux
Un vote consultatif des militants est alors convoqué le 13 juillet. Le député de Madrid Pedro Sánchez l'emporte avec 48,5% des voix, face à Madina et à l'universitaire José Antonio Pérez Tapias, représentant de la Gauche socialiste (IS, aile gauche du PSOE). Son élection formelle au poste de secrétaire général relève cependant du congrès fédéral extraordinaire, convoqué les 26 et 27 juillet.
Lors du congrès, présidé par Susana Díaz, Micaela Navarro est élue présidente du parti, tandis que César Luena devient secrétaire à l'Organisation.
Les élections locales du 24 mai 2015 donnent un résultat mitigé. Le PSOE continue de reculer et ne totalise que 25 % des voix au niveau national, mais l'émergence des forces de la gauche alternative, notamment Podemos, lui permet de reprendre le contrôle de cinq communautés autonomes, dont la Communauté valencienne après vingt ans d'opposition et ses fiefs de Castille-La Manche et Estrémadure. Il retrouve en outre les mairies de Séville, Palma, Las Palmas de Grande Canarie ou encore Alicante, appuie la gauche alternative à Madrid, Barcelone ou Valence, et lui cède même le pouvoir à Saragosse.
Le 21 juin suivant, Sánchez est proclamé chef de file pour les élections législatives du 20 décembre 2015, sans adversaire, donc sans organisation d'élections primaires ouvertes. Ce scrutin voit les socialistes se contenter de 90 députés, dont 81 pour le PSOE. Après avoir passé un accord avec Ciudadanos, le secrétaire général échoue au vote d'investiture du Congrès des députés.
La chambre basse n'ayant investi personne à l'expiration du délai constitutionnel, les Cortes Generales sont dissoutes. Sánchez conduit de nouveau les socialistes pour les élections législatives du 26 juin 2016, qui se soldent par un nouveau recul avec 85 sièges dont 77 pour le parti socialiste ouvrier espagnol. Après que Mariano Rajoy a échoué à son tour au vote d'investiture, le chef du PSOE indique qu'il cherchera à former un gouvernement alternatif avec le soutien de Podemos et Ciudadanos.

#### Crise de septembre 2016 et retour de Sánchez

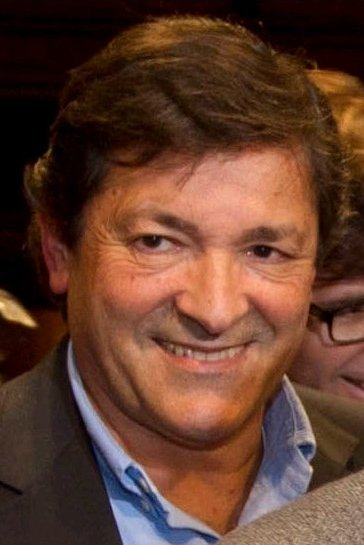
Javier Fernández, chargé de la direction provisoire du PSOE.

Après la déroute des socialistes aux élections autonomiques du 25 septembre 2016 en Galice et au Pays basque, Sánchez indique vouloir convoquer le 39e congrès fédéral du parti, donc remettre son mandat en jeu devant les militants.
Il est alors ouvertement critiqué par les « barons », emmenés par Susana Díaz et Emiliano García-Page, qui préfèrent la formation d'une direction provisoire (en espagnol : Comisión Gestora) et repousser le congrès après qu'un gouvernement a été formé. S'ensuivent six jours de tensions et de débats statutaires, marqués par la démission de la moitié de la commission exécutive, dont la présidente Micaela Navarro.
Le 1er octobre, le comité fédéral se réunit. Après trois suspensions de séance, le comité rejette la proposition de convoquer le congrès du PSOE par 132 voix contre et 107 pour. Pedro Sánchez annonce immédiatement sa démission.
Dans la nuit qui suit, les principaux cadres territoriaux s'accordent pour la formation d'une « commission politique » présidée par le président de la principauté des Asturies Javier Fernández. La première réunion de cette commission devrait aborder le sujet du blocage politique qui paralyse le Congrès des députés depuis décembre 2015, sans certitude toutefois que la nouvelle direction permette à Mariano Rajoy de gouverner en minorité puisqu'une partie des opposants internes à Sánchez partagent avec lui un refus catégorique d'une telle possibilité.
De nouveau convoqué le 23 octobre, le comité fédéral décide par 139 voix pour, 96 voix contre et deux abstentions que le groupe parlementaire s'abstiendra lors du prochain vote d'investiture, permettant à Mariano Rajoy d'être reconduit pour un second mandat. L'éviction de Pedro Sánchez par les hiérarques du PSOE et le soutien parlementaire apporté par les élus du parti au gouvernement de Mariano Rajoy provoque le départ de 20 000 militants (sur 190 000 revendiqués) en quelques jours.
Le 21 mai 2017, les militants sont appelés à élire leur nouveau secrétaire général. Pedro Sánchez l'emporte avec environ 50 % des voix, contre 40 % pour Susana Díaz. Sánchez, dont le positionnement est considéré comme proche de celui de Podemos, indique qu'il envisage de proposer une motion de censure contre Rajoy.

#### Motion de censure et retour au pouvoir
Le 24 mai 2018, quelques heures après que l'Audience nationale a condamné le Parti populaire au pouvoir dans le cadre de l'affaire Gürtel, Pedro Sánchez prend la décision de déposer une motion de censure contre Mariano Rajoy. Le 1er juin 2018 cette motion de censure est adoptée par le Congrès des députés par 180 voix contre 169 et une abstention. Sánchez est donc investi président du gouvernement d'Espagne.
En décembre 2018, le PSOE enregistre le pire résultat de son histoire en Andalousie passant de 47 à 33 sièges et perdant la possibilité de former un gouvernement dans une région qu'il dirigeait depuis 1982. Le parti avait été éclaboussé par un scandale de détournement de fonds destinés à financer les plans de licenciement dans des sociétés en difficulté, dans lequel sont impliqués deux anciens présidents de la région. En novembre 2019, 19 anciens responsables du parti en Andalousie sont condamnés pour prévarication et détournement de fonds.
Alors que le Parti socialiste gouverne depuis la motion de censure contre Mariano Rajoy avec seulement 84 députés et l'appui irrégulier de Podemos et de différents petits partis régionalistes ou indépendantistes, Pedro Sánchez échoue à faire voter son projet de loi de finances en février 2019. Il prononce alors la dissolution des Cortes Generales et convoque des élections anticipées pour le 28 avril suivant. Au cours de ce scrutin, le PSOE arrive en tête — une première depuis 2008 —, totalisant 28,7 % des voix et 123 députés sur 350, un score proche de celui de 2011, avant l'apparition de Podemos et de Ciudadanos. Le parti obtient également la majorité absolue au Sénat avec 139 sièges, une première depuis 1989.
Aux élections municipales espagnoles de 2023, le PSOE et de ses alliés à gauche connaissent une défaite sans appel. Le total des voix reçues place le Parti populaire (PP) avec 750 000 votes devant le PSOE et plus de 3 points au-dessus (31,5 % des suffrages contre 28,1 %). Un résultat qui se traduit par le très probable basculement de six des douze régions qui étaient en jeu, dont Valence, l'Aragon et les Baléares, ainsi que de Séville, quatrième ville d'Espagne. À Madrid, le maire de la ville et la présidente de la région, tous deux de droite, améliorent leurs résultats, obtenant la majorité absolue. Sur les dix premières villes du pays, les socialistes n'en dirigent plus qu'une seule. Parmi les raisons invoquées de cette « déroute » sont mentionnées l'échec dans la lutte contre l'inflation, ainsi que les alliances acceptées par le PSOE, notamment avec la gauche radicale. Le parti Podemos étant d'ailleurs en fort recul dans ces élections.
Fin juillet 2023, le PSOE subit une défaite relative aux élections législatives, qui ne se traduit pas par le désastre annoncé. Le parti obtient 32% des voix, derrière le Parti populaire (PP) qui a réuni 33% des suffrages. Ces deux partis devancent nettement le parti d'extrême droite Vox, qui rassemble 12,6% des voix. Ce résultat permet au PSOE de détenir 122 sièges au Congrès.
Les années 2024 et 2025 sont marquées par la multiplication d'affaires politico-financières qui touchent les proches de Pedro Sánchez ou son ancien bras droit, José Luis Ábalos. C'est dans ce contexte que le secrétaire général est réélu, sans concurrent, lors du 41e congrès organisé à Séville fin novembre-début décembre. En juin 2025, Santos Cerdán, numéro 3 du Parti socialiste mis en cause dans une affaire de corruption, démissionne de la direction du PSOE et de son mandat de député,.

## Militants
| Année         | Événement              | Nombre     |
| ------------- | ---------------------- | ---------- |
| Juillet 2008  | 37e congrès            | 236 572    |
| Février 2012  | 38e congrès            | 216 952 () |
| Juillet 2014  | Congrès extraordinaire | 198 123 () |
| Février 2016  | Référendum interne     | 189 256 () |
| Mai 2017      | 39e congrès            | 187 815 () |
| Novembre 2019 | Référendum interne     | 178 651 () |
| Octobre 2021  | 40e congrès            | 163 847 () |
| Novembre 2023 | Référendum interne     | 160 000 () |
| Décembre 2023 | Comptes annuels        | 152 913 () |

## Idéologie
Le programme du PSOE est proche de celui du Parti socialiste européen.

## Présence internationale
Le PSOE est présent dans différents pays, afin de maintenir une proximité avec les citoyens espagnols résidant à l'étranger. En Europe, les sections locales du continent situées hors d'Espagne sont fédérées par le PSOE Europa.

## Dirigeants

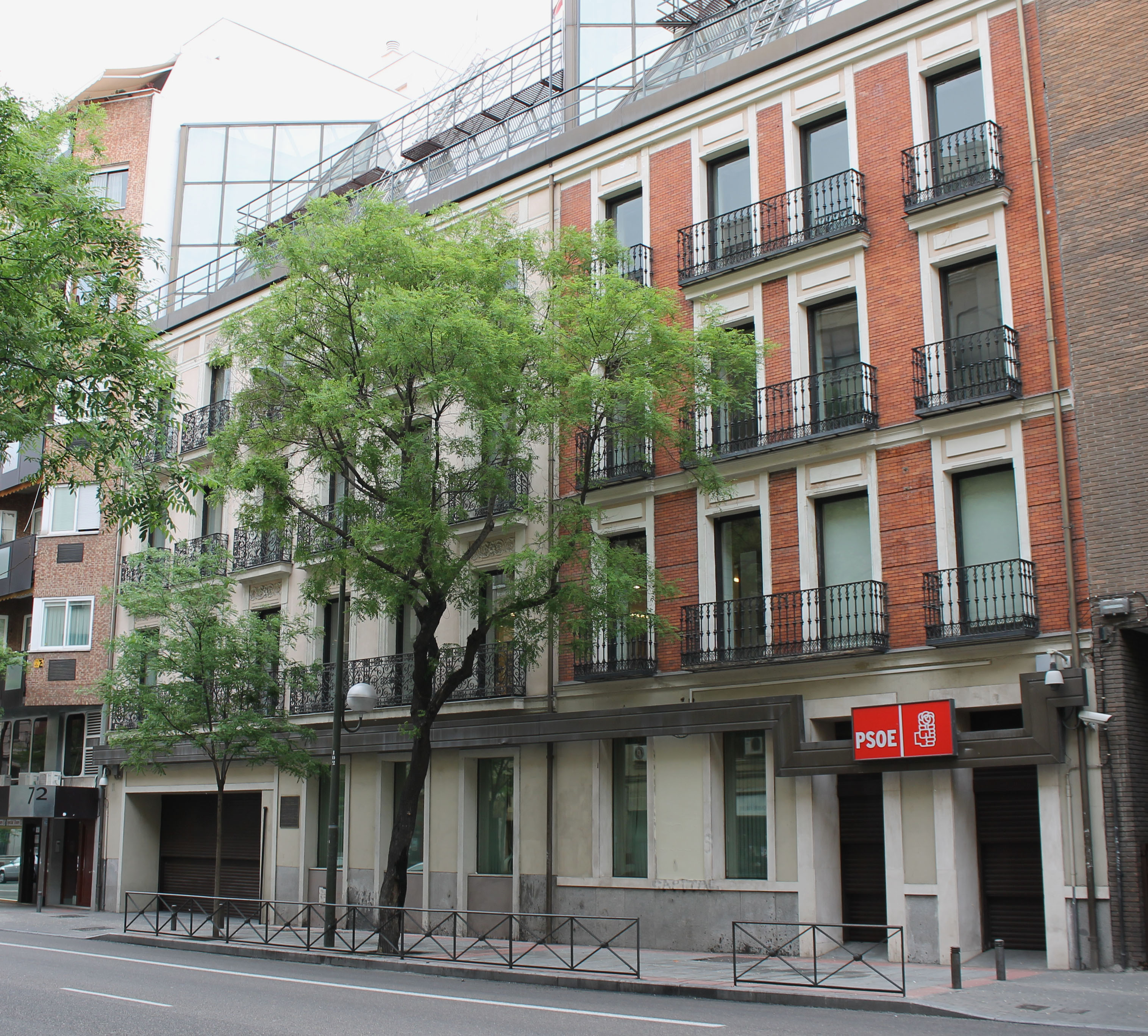
Siège du PSOE, à Madrid.

### Présidents
- Pablo Iglesias (1879-1925)
- Julián Besteiro (1925-1931)
- Remigio Cabello (es) (1931-1932)
- Francisco Largo Caballero (1932-1935)
- Indalecio Prieto (1935-1948)
- Trifón Gómez (es) (1948-1955)
- Pascual Tomás (es) (1964-1967)
- Ramón Rubial (1967-1970)
- Direction collégiale (1970-1976)
- Ramón Rubial (1976-1999)
- Manuel Chaves (2000-2012)
- José Antonio Griñán (2012-2014)
- Micaela Navarro (2014-2016)
- Cristina Narbona (depuis 2017)

### Secrétaires généraux
- Ramón Lamoneda (1936-1944)
- Rodolfo Llopis (1944-1972)
- Direction collégiale (1972-1974)
- Felipe González (1974-1997)
- Joaquín Almunia (1997-2000)
- Manuel Chaves par intérim (2000)
- José Luis Rodríguez Zapatero (2000-2012)
- Alfredo Pérez Rubalcaba (2012-2014)
- Pedro Sánchez (2014-2016)
- Javier Fernández par intérim (2016-2017)
- Pedro Sánchez (depuis 2017)

### Vice-secrétaires généraux
- Alfonso Guerra (1979-1997)
- José Blanco (2008-2012)
- Elena Valenciano (2012-2014)
- Adriana Lastra (2017-2022)
- María Jesús Montero (depuis 2022)

### Secrétaires à l'Organisation
- Nicolás Redondo (es) (1974-1976)
- Alfonso Guerra (1976-1979)
- Carmen García Bloise (1979-1984)
- Txiki Benegas (1984-1994)
- Ciprià Ciscar (1994-2000)
- José Blanco (2000-2008)
- Leire Pajín (2008-2010)
- Marcelino Iglesias (2010-2012)
- Óscar López (2012-2014)
- César Luena (2014-2016)
- José Luis Ábalos (2017-2021)
- Santos Cerdán (2021-2025)
- Rebeca Torró (depuis 2025)

### Porte-paroles au Congrès
| Titulaire                   | Circonscription        | Dates                                                        | Législature         |
| --------------------------- | ---------------------- | ------------------------------------------------------------ | ------------------- |
| Felipe González             | Madrid                 | 1er août 1977 – 23 mars 1979 1 an, 7 mois et 22 jours        | Constituante        |
| Alfonso Guerra              | Séville                | 9 mai 1979 – 3 novembre 1981 2 ans, 5 mois et 25 jours       | Ire                 |
| Javier Sáenz de Cosculluela | La Rioja               | 3 novembre 1981 – 23 juillet 1985 3 ans, 8 mois et 20 jours  | Ire et IIe          |
| Eduardo Martín Toval        | Barcelone              | 23 juillet 1985 – 29 juin 1993 7 ans, 11 mois et 6 jours     | IIe, IIIe et IVe    |
| Carlos Solchaga             | Navarre                | 6 juillet 1993 – 7 mai 1994 10 mois et 1 jour                | Ve                  |
| Joaquín Almunia             | Madrid                 | 7 mai 1994 – 16 septembre 1997 3 ans, 4 mois et 9 jours      | Ve et VIe           |
| Juan Manuel Eguiagaray      | Murcie                 | 16 septembre 1997 – 26 mai 1998 8 mois et 10 jours           | VIe                 |
| Josep Borrell               | Barcelone              | 26 mai 1998 – 29 juin 1999 1 an, 1 mois et 3 jours           | VIe                 |
| Luis Martínez Noval         | Asturies               | 29 juin 1999 – 5 septembre 2000 1 an, 2 mois et 7 jours      | VIe et VIIe         |
| Jesús Caldera               | Salamanque             | 5 septembre 2000 – 2 avril 2004 3 ans, 6 mois et 28 jours    | VIIe                |
| Alfredo Pérez Rubalcaba     | Cantabrie              | 13 avril 2004 – 25 avril 2006 2 ans et 12 jours              | VIIIe               |
| Diego López Garrido         | Madrid                 | 25 avril 2006 – 1er avril 2008 1 an, 11 mois et 7 jours      | VIIIe               |
| José Antonio Alonso         | León                   | 8 avril 2008 – 14 février 2012 3 ans, 10 mois et 6 jours     | IXe et Xe           |
| Soraya Rodríguez            | Valladolid             | 14 février 2012 – 9 septembre 2014 2 ans, 6 mois et 26 jours | Xe                  |
| Antonio Hernando            | Madrid                 | 9 septembre 2014 – 21 mai 2017 2 ans, 8 mois et 12 jours     | Xe, XIe et XIIe     |
| José Luis Ábalos            | Valence                | 25 mai 2017 – 20 juin 2017 26 jours                          | XIIe                |
| Margarita Robles            | Madrid                 | 20 juin 2017 – 7 juin 2018 11 mois et 18 jours               | XIIe                |
| Adriana Lastra              | Asturies               | 19 juin 2018 – 8 septembre 2021 3 ans, 2 mois et 20 jours    | XIIe, XIIIe et XIVe |
| Héctor Gómez                | Santa Cruz de Tenerife | 8 septembre 2021 – 12 septembre 2022 1 an et 4 jours         | XIVe                |
| Patxi López                 | Biscaye                | Depuis le 12 septembre 2022 2 ans, 9 mois et 23 jours        | XIVe et XVe         |

## Résultats électoraux

### Cortes Generales
| Année                                            | Chef de file                         | Congrès des députés | Congrès des députés | Congrès des députés | Congrès des députés | Sénat             | Gouvernement                    |
| Année                                            | Chef de file                         | Voix                | %                   | #                   | Sièges              | Sénat             | Gouvernement                    |
| ------------------------------------------------ | ------------------------------------ | ------------------- | ------------------- | ------------------- | ------------------- | ----------------- | ------------------------------- |
| 1907                                             | Pablo Iglesias                       |                     | 0,2                 | 11e                 | 0 / 404             |                   | Extra-parlementaire             |
| 1910                                             | Benito Pérez Galdós                  |                     | 10,3                | 3e ()               | 1 / 404             | Opposition        |                                 |
| 1914                                             | Roberto Castrovido (es)              |                     |                     | 8e ()               | 1 / 404             | Opposition        |                                 |
| 1916                                             | Roberto Castrovido (es)              |                     |                     | 4e ()               | 1 / 404             | Opposition        |                                 |
| 1918                                             | Melquíades Álvarez                   |                     |                     | 4e ()               | 6 / 404             | Opposition        |                                 |
| 1919                                             | Álvaro de Albornoz et Pablo Iglesias |                     |                     | 6e ()               | 6 / 404             | Opposition        |                                 |
| 1920                                             | Pablo Iglesias                       |                     |                     | 12e ()              | 4 / 404             | Opposition        |                                 |
| 1923                                             | Pablo Iglesias                       |                     |                     | 7e ()               | 7 / 404             | Opposition        |                                 |
| 1931                                             | Julián Besteiro                      |                     | 72,92               | 1er ()              | 120 / 404           | Majorité relative |                                 |
| 1933                                             | Francisco Largo Caballero            |                     | 21,68               | 4e ()               | 59 / 404            | Opposition        |                                 |
| 1936                                             | Francisco Largo Caballero            |                     | 47,03               | 1er ()              | 99 / 404            | Majorité relative |                                 |
| Pas d'élections (guerre d'Espagne et franquisme) |                                      |                     |                     |                     |                     |                   |                                 |
| 1977                                             | Felipe González                      | 5 371 866           | 29,39               | 2e                  | 103 / 350           | 47 / 207          | Opposition                      |
| 1979                                             | Felipe González                      | 5 469 813           | 30,50 ()            | 2e ()               | 104 / 350           | 61 / 208          | Opposition                      |
| 1982                                             | Felipe González                      | 10 127 392          | 48,34 ()            | 1er ()              | 172 / 350           | 125 / 208         | Majorité absolue                |
| 1986                                             | Felipe González                      | 8 901 718           | 44,33 ()            | 1er ()              | 163 / 350           | 116 / 208         | Majorité absolue                |
| 1989                                             | Felipe González                      | 8 115 568           | 39,88 ()            | 1er ()              | 155 / 350           | 101 / 208         | Majorité relative               |
| 1993                                             | Felipe González                      | 9 150 083           | 39,10 ()            | 1er ()              | 141 / 350           | 90 / 208          | Majorité relative               |
| 1996                                             | Felipe González                      | 9 425 678           | 38,00 ()            | 2e ()               | 122 / 350           | 73 / 208          | Opposition                      |
| 2000                                             | Joaquín Almunia                      | 7 918 752           | 34,71 ()            | 2e ()               | 106 / 350           | 53 / 208          | Opposition                      |
| 2004                                             | José Luis Rodríguez Zapatero         | 11 026 163          | 42,59 ()            | 1er ()              | 142 / 350           | 81 / 208          | Majorité relative               |
| 2008                                             | José Luis Rodríguez Zapatero         | 11 289 335          | 44,36 ()            | 1er ()              | 144 / 350           | 87 / 208          | Majorité relative               |
| 2011                                             | Alfredo Pérez Rubalcaba              | 7 003 511           | 29,16 ()            | 2e ()               | 96 / 350            | 48 / 208          | Opposition                      |
| 2015                                             | Pedro Sánchez                        | 5 545 315           | 22,00 ()            | 2e ()               | 81 / 350            | 47 / 208          | Opposition                      |
| 2016                                             | Pedro Sánchez                        | 5 443 846           | 22,63 ()            | 2e ()               | 75 / 350            | 42 / 208          | Opposition                      |
| 04/2019                                          | Pedro Sánchez                        | 7 513 142           | 28,67 ()            | 1er ()              | 111 / 350           | 120 / 208         | Majorité relative               |
| 11/2019                                          | Pedro Sánchez                        | 6 792 199           | 28,00 ()            | 1er ()              | 108 / 350           | 91 / 208          | Majorité relative, en coalition |
| 2023                                             | Pedro Sánchez                        | 7 821 718           | 31,68 ()            | 2e ()               | 102 / 350           | 60 / 208          | Majorité relative, en coalition |

### Élections européennes
| Année | %     | Mandats | Rang | Tête de liste               | Groupe |
| ----- | ----- | ------- | ---- | --------------------------- | ------ |
| 1987  | 39,08 | 28 / 60 | 1er  | Fernando Morán              | SOC    |
| 1989  | 39,51 | 27 / 60 | 1er  | Fernando Morán              | SOC    |
| 1994  | 30,79 | 22 / 64 | 2e   | Fernando Morán              | PSE    |
| 1999  | 35,33 | 24 / 64 | 2e   | Rosa Díez                   | PSE    |
| 2004  | 43,46 | 25 / 54 | 1er  | Josep Borrell               | PSE    |
| 2009  | 38,78 | 23 / 50 | 2e   | Juan Fernando López Aguilar | S&D    |
| 2014  | 23,01 | 14 / 54 | 2e   | Elena Valenciano            | S&D    |
| 2019  | 32,84 | 21 / 59 | 1er  | Josep Borrell               | S&D    |
| 2024  | 30,19 | 20 / 61 | 2e   | Teresa Ribera               | S&D    |

### Dernières élections régionales
| Communauté             | Année | Voix    | %     | Sièges   | Position | Gouvernement |
| ---------------------- | ----- | ------- | ----- | -------- | -------- | ------------ |
| Andalousie             | 2022  | 888 325 | 24,10 | 30 / 109 | 2e       | Opposition   |
| Aragon                 | 2023  | 197 919 | 29,55 | 23 / 67  | 2e       | Opposition   |
| Asturies               | 2023  | 195 999 | 36,50 | 19 / 45  | 1er      | En coalition |
| Îles Baléares          | 2023  | 119 540 | 26,53 | 18 / 59  | 2e       | Opposition   |
| Canaries               | 2023  | 247 811 | 27,17 | 23 / 70  | 1er      | Opposition   |
| Cantabrie              | 2023  | 66 919  | 20,61 | 8 / 35   | 3e       | Opposition   |
| Castille-et-León       | 2022  | 365 434 | 30,02 | 28 / 81  | 2e       | Opposition   |
| Castille-La Manche     | 2023  | 490 288 | 45,04 | 17 / 33  | 1er      | Majoritaire  |
| Estrémadure            | 2023  | 244 227 | 39,90 | 28 / 65  | 1er      | Opposition   |
| Galice                 | 2024  | 211 361 | 14,07 | 9 / 75   | 3e       | Opposition   |
| La Rioja               | 2023  | 53 562  | 31,90 | 12 / 33  | 2e       | Opposition   |
| Communauté de Madrid   | 2023  | 614 296 | 18,18 | 27 / 135 | 3e       | Opposition   |
| Région de Murcie       | 2023  | 175 505 | 25,63 | 13 / 45  | 2e       | Opposition   |
| Navarre                | 2023  | 68 247  | 20,68 | 11 / 50  | 2e       | En coalition |
| Pays basque            | 2024  | 150 752 | 14,09 | 12 / 75  | 3e       | En coalition |
| Communauté valencienne | 2023  | 708 142 | 28,70 | 31 / 99  | 2e       | Opposition   |
| Ceuta                  | 2023  | 7 158   | 20,96 | 6 / 25   | 2e       | Opposition   |
| Melilla                | 2023  | 3 148   | 10,66 | 3 / 25   | 3e       | Opposition   |

## Fédérations
| Fédération                         | Secrétaire général                                                 | Représentation |
| ---------------------------------- | ------------------------------------------------------------------ | -------------- |
| Andalousie (PSOE-A)                | María Jesús Montero (Ministre des Finances)                        | 30 / 109       |
| Aragon (PSOE-Aragon)               | Pilar Alegría (Ministre de l'Éducation)                            | 23 / 67        |
| Asturies (FSA-PSOE)                | Adrián Barbón (Président)                                          | 19 / 45        |
| Îles Baléares (PSIB-PSOE)          | Francina Armengol (Présidente du Congrès des députés)              | 18 / 59        |
| Pays basque (PSE-EE-PSOE)          | Eneko Andueza (es)                                                 | 12 / 75        |
| Canaries (PSOE Canarias)           | Ángel Víctor Torres (Ministre de la Politique territoriale)        | 23 / 70        |
| Cantabrie (PSC-PSOE)               | Pedro Casares                                                      | 8 / 35         |
| Castille-La Manche (PSCM-PSOE)     | Emiliano García-Page (Président de la Junte)                       | 17 / 33        |
| Castille-et-León (PSCyL-PSOE)      | Carlos Martínez (Maire de Soria)                                   | 28 / 81        |
| Catalogne                          |                                                                    |                |
| Estrémadure (PSOE-Ex)              | Miguel Ángel Gallardo (es) (Président de la députation de Badajoz) | 28 / 65        |
| Europe (PSOE Europa)               | Juan Cenzual                                                       |                |
| Galice (PSdeG-PSOE)                | José Ramón Gómez Besteiro                                          | 9 / 75         |
| Communauté de Madrid (PSOE-M)      | Óscar López (Ministre de la Transformation numérique)              | 27 / 136       |
| Région de Murcie (PSRM-PSOE)       | Francisco Lucas (es)                                               | 13 / 45        |
| Navarre (PSN-PSOE)                 | María Chivite (Présidente)                                         | 11 / 50        |
| La Rioja (PSOE-LR)                 | Javier García (es) (Maire d'Arnedo)                                | 12 / 33        |
| Communauté valencienne (PSPV-PSOE) | Diana Morant (Ministre de la Science)                              | 31 / 99        |

## Identité visuelle

Premier logo
Logo de 1976 à 2001.
Logo depuis 2001.